# Combat de Sansana
El combat de Sansana o la batalla de Sansana va ser un enfrontament que va ésser el 17 de desembre del 1811 entre les forces de l'Exèrcit del Nord de les Províncies Unides del Riu de la Plata al final de la Primera expedició auxiliadora de l'Alt Perú i les forces reialistes espanyoles de Exèrcit Reial del Perú.
El combat es va produir al poble de Sansana a la província Sud de Chicas del Departament de Potosí a l'Actual Bolívia, llavors Intendència de Potosí

## Antecedents
Després de la retirada a causa de la derrota a la batalla de Guaqui, el nou comandant de exercit del nord, Juan Martín de Pueyrredón, va decidir fer un nou intent d'avançar sobre l'Alt Perú per a donar suport a la nova Insurrecció de Cochabamba. Per a fer-ho, va enviar al seu segon, al major general Eustaqui Díaz Vélez amb un regiment de cavalleria i un batalló d'infanteria cap a la vila de Yavi. Com que els soldats consideraven que era una missió suïcida, abans de la partida es va produir un motí al batalló d'infanteria que es va saldar amb l'execució de diversos caps amotinats. En aquestes circumstàncies, Manuel Dorrego es va oferir per acompanyar a Díaz Vélez. La força de Díaz Vélez es va internar a Chicas, però el comandant reialista José Manuel de Goyeneche va enviar quatre-cents soldats per a enfrontar-s'hi, situant-se ambdues forces cara a cara. Les forces reialistes es van retirar en busca de sis-cents soldats de reforç que Goyeneche va enviar sota el comandament de Francisco Picoaga.
L'avenç de Díaz Vélez va fer que Picoaga es retirés fins a Tupiza, a on va incorporar a quatre-cents homes allí destacats i es va situar al marge nord del riu Suipacha. Díaz Vélez va contrarestar rebent el reforç de dos-cents homes de cavalleria sota el comandament de Martín Miguel de Güemes, passant per Cangrejos fins a acampar el 15 de desembre a Los Colorados amb set-cents homes a la espera de les ordres de Pueyrredón

## El combat
El 16 de desembre del 1811, l'avançada de Díaz Vélez a Pumahuasi li va informar que a Sansana, a quatre llegues de Pumahuasi, es trobava una partida reialista custodiant una provisió de farina. Per apropiar-se de la farina, des de Los Colorados, Díaz Vélez va enviar a Dorrego amb quaranta homes per atacar a la partida reialista.
Segons el part oficial:
| « | Passo a posar al seu coneixement que amb la meva avançada del punt de Pumahuasí a la nit del dia 16 a la una i mitja de la matinada vam tenir notícies de que l'enemic tenia allí a quatre llegues del poblet de Sansana unes càrregues de farina. Immediatament van sortir quaranta homes al càrrec del meu ajudant de camp el senyor Manuel Dorrego portant els subalterns tinents de Dracs Luis Garcia i d'infanteria Antonio Basán: Al estar pròxims al punt de la denúncia, van saber trobar en uns ranxos la partida enemiga a la que van atacar. Com que els enemics es trobaven atrinxerats en part a dins del ranxo, i en part darrera els tapials, i els nostres homnes estaven a cos descobert, es va travar un foc que va durar prop d'una hora fins que atacant la ranxo des de diferents punts i van aconseguir matar a qui els comandava. La pèrdua enemiga va ser de catorze morts i dos ferits mortalment, i sis presoners. Al principi de l'acció van fugir a cavall quatre homes, i tres a peu per una trencada (pas estret i abrupte entre muntanyes) immediata. Per la nostra banda hem tingut tres morts i un ferit lleument. Es van prendre les vint-i-set mules, tretze fusells útils i sis que van fer miques a l'acte de l'acció; Però el més feliç resultat va ser que en aquests ranxos hi havien equipatges de soldats i encara de diversos oficials del que la nostra tropa va obtenir un quantiòs botí. Però com que en aquestes circumstàncies van aparèixer tres partides enemigues en nombre de cent cinquanta homes, l'acció immediata del capità Dorrego va ser que es prengués foc als ranxos perquè es cremés la resta de l'equipatge que no va poder ser pres per la tropa, pel que segons les grans dimensions que va prendre el foc, quan es van retirar havia quedat tot a cendres. | » |

Manuel Dorrego va aconseguir vèncer a la partida, que va tenir catorze morts, tenint al seu torn tres homes morts abans d'haver de fugir davant l'arribada de cent cinquanta homes.
Després de negociacions frustrades, l'11 de gener del 1812, Díaz Vélez va enviar a Dorrego a cent homes a copar el casal de Nazareno (tres quilòmetres a l'est del llogaret de Suipacha) on va ser derrotat al Combat de Nazareno a l'endemà mateix